# Abu Abd Allah Mohammed ibn Ahmad ibn Hischam
Abu Abd Allah Mohammed ibn Ahmad ibn Hischam (13e eeuw) was van 1231 tot 1234 kadi of rechter-heerser van Menorca, een van de Balearen.
Hischam was een heerser afkomstig uit het Kalifaat van de Almohaden die de Taifa Menorca voor het eerst bestuurde als een vazalstaat van de Kroon van Aragon.

## Levensloop

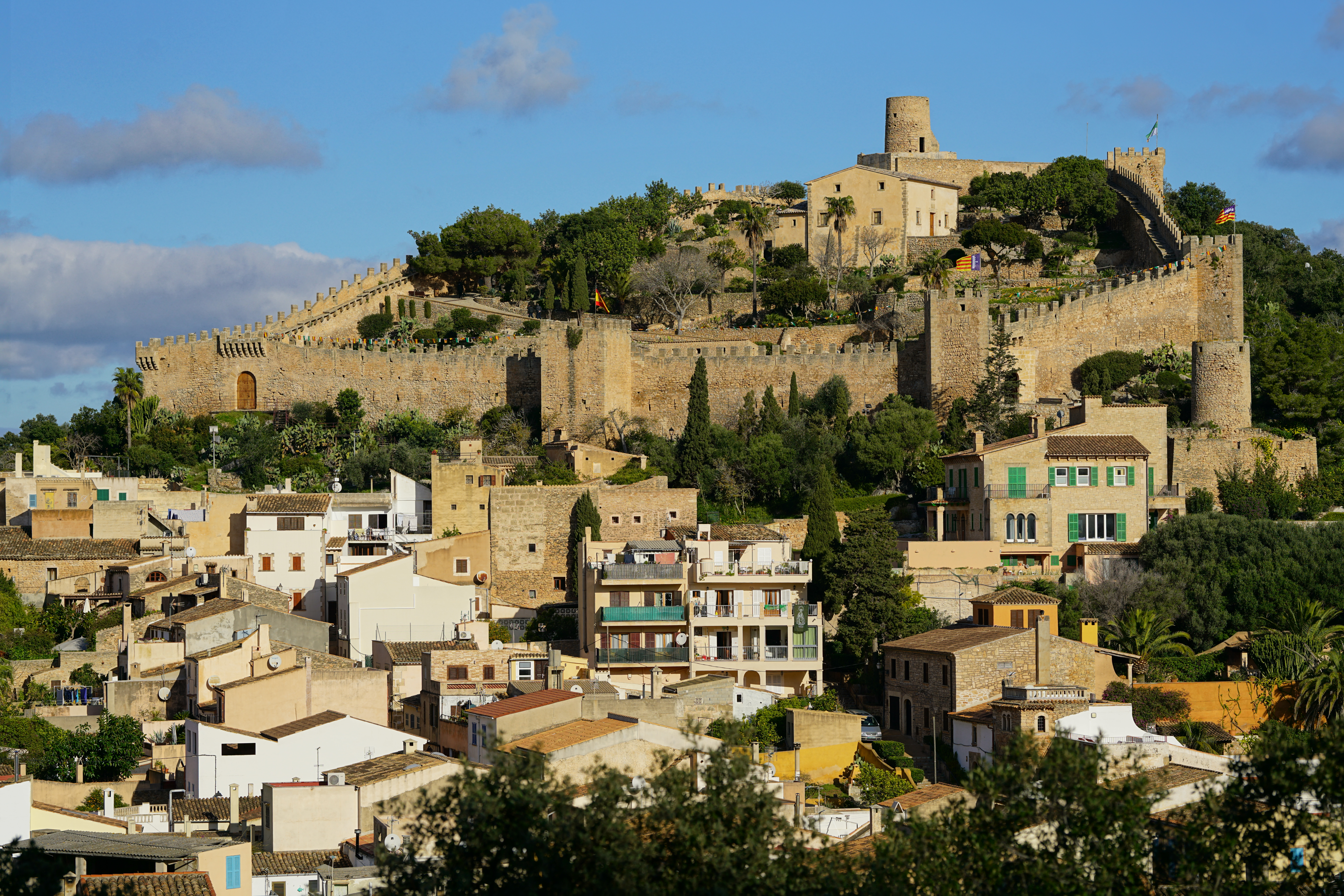
Capdepera op Mallorca, waar het Verdrag van Capdepera werd gesloten (1231)

In 1229 verjoeg koning Jacobus I van Aragon het moslimbestuur uit Mallorca en voegde Mallorca toe aan de Kroon van Aragon. Hij had zijn zinnen gezet op het naburige eiland Menorca. Het kwam tot een vreedzame annexatie van Menorca in het Verdrag van Capdepera twee jaar later (1231). Dit verdrag over Menorca’s bestuur werd gesloten in het kasteel van Capdepera op Mallorca. Jacobus I stelde Hischam aan tot zijn vazal; driehonderd vooraanstaande moslims uit Menorca waren hierbij aanwezig. Het verdrag regelde verder de godsdienstvrijheid op Menorca, de uitwisseling van gevangenen tussen Menorca en Aragon, alsook taksen die Hischam en de zijnen moesten afdragen aan Aragon. In ruil beschermde Aragon militair het eiland Menorca.
De autonomie van Hischam was redelijk ruim. In 1234 zette Abu Uthman Said ibn Hakam al-Qurashi hem af; deze werd de eerste emir van Menorca, dat weliswaar formeel onder Aragonees gezag bleef.